# کابانگه موپوپو
کابانگه موپوپو (انگلیسی: Kabange Mupopo؛ زادهٔ ۲۱ سپتامبر ۱۹۹۲) بازیکن فوتبال و دونده دو سرعت زن اهل زامبیا است که در مجموع در بازی‌های آفریقایی و مسابقات قهرمانی دو و میدانی آفریقا در مجموع برندهٔ ۲ مدال طلا و ۱ مدال نقره شده‌است. وی همچنین در تیم ملی فوتبال زنان زامبیا بازی کرده‌است.